# Зона обдукции
Зона обду́кции или необычного надвига  — линейная зона на границе столкновения литосферных плит, где происходит выжимание в верхние слои земной коры материала более тонкой и тяжёлой из них, обычно уходящей вниз (см. Зона субдукции), что позволяет говорить об определённом «вскрытии»  недр, ведущем к образованию разнообразных форм рельефа. Например, надвигание тектонических пластин, сложенных фрагментами океанической литосферы на континентальную окраину, вследствие чего формируется офиолитовый комплекс.
Термин введён Р. Колманом в 1971 году.
Обдукция происходит, когда какие-либо факторы нарушают нормальное поглощение океанической коры в мантию. Один из механизмов обдукции заключается в задирании (наволоке) океанической коры на континентальную окраину при попадании в зону субдукции срединно-океанического хребта.
Обдукция относительно редкое явление и происходила в земной истории лишь периодически. Некоторые исследователи считают, что в наше время этот процесс происходит на юго-западном побережье Южной Америки.